# Шатонеф (Савоја)
Шатонеф (фр. Châteauneuf) насеље је и општина у источној Француској у региону Рона-Алпи, у департману Савоја која припада префектури Шамбери.
По подацима из 2011. године у општини је живело 776 становника, а густина насељености је износила 111,02 становника/km². Општина се простире на површини од 6,99 km². Налази се на средњој надморској висини од 350 метара (максималној 429 m, а минималној 277 m).

## Демографија
| 1962. | 1968. | 1975. | 1982. | 1990. | 1999. | 2011. |
| ----- | ----- | ----- | ----- | ----- | ----- | ----- |
| 498   | 504   | 456   | 484   | 538   | 576   | 776   |

График промене броја становника у току последњих година